# جبل سربال

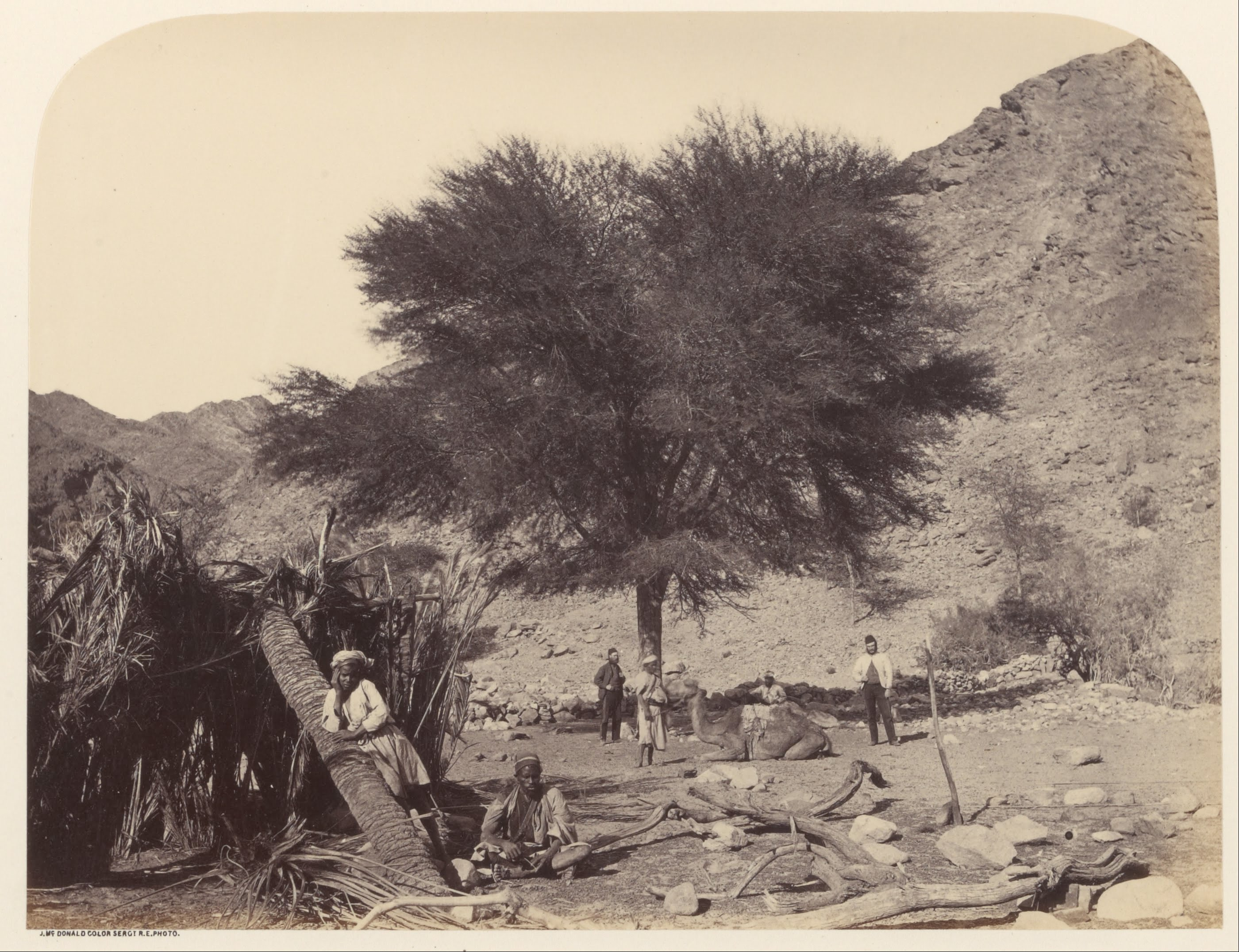
شجرة شتة، في وادي فيران

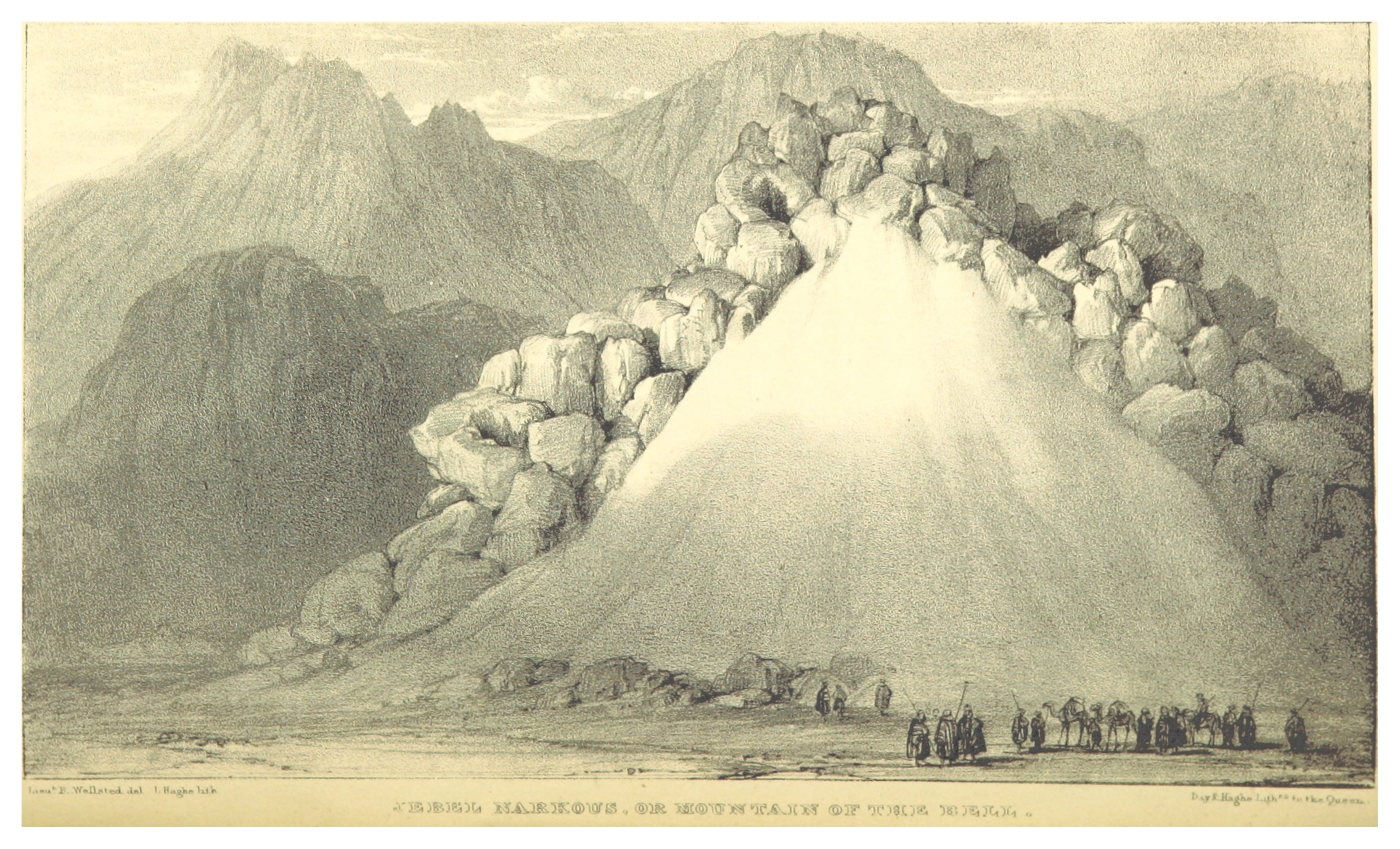
جنوب شبه جزيرة سيناء، جبل الناقوس أو جبل الجرس (1838)

جبل سربال هو جبل يقع في وادي فيران جنوب سيناء بمصر، يبلغ ارتفاعه 2,070 متر (6,791 قدم)، وهو أشهر جبال سيناء بعد جبل موسى، واقع إلى الشمال من مدينة الطور، والغرب من جبل موسى، وهو خامس أعلى جبل في مصر.
جبل سربال هو جزء من محمية سانت كاترين الوطنية.

## التسمية
ذهب البعض إلى أنَّ اسم «سربال» مأخوذ من سرب بعل، أو نخيل الإله بعل. 

## تاريخ
يعتبر من الجبال المقدسة قبل رحلة خروج بني إسرائيل، والتي يقال أن الناس كانت تحج إليه كل عام.
يعتقد البعض أنه جبل سيناء التوراتي. 
كان هناك العديد من المساكن المصنوعة من الجرانيت على جبل سيربال، التي كان يسكنها السواح في العصور المسيحية المبكرة، وهناك آثار لدير من القرن الرابع بالقرب من قاعدته.  من المرجح أن العديد من النقوش (بعضها باليونانية) وجدت على الصخور عند سفح جبل السربال والمسار المؤدي إلى ذروته يعود تاريخه إلى ذلك الوقت. توجد بقعة واحدة على الطريق تسمى المقطب، أو وادي الكتابة. 